# Соріта-де-ла-Фронтера
Соріта-де-ла-Фронтера (ісп. Zorita de la Frontera) — муніципалітет в Іспанії, у складі автономної спільноти Кастилія-і-Леон, у провінції Саламанка. Населення — 229 осіб (2010).
Муніципалітет розташований на відстані близько 140 км на північний захід від Мадрида, 38 км на схід від Саламанки.
На території муніципалітету розташовані такі населені пункти: (дані про населення за 2010 рік)
- Альдеуела-де-лас-Флорес: 0 осіб
- Соріта-де-ла-Фронтера: 229 осіб

## Демографія
Динаміка населення (INE ):

## Зовнішні посилання
- Провінційна рада Саламанки: індекс муніципалітетів
- Вебсторінка муніципалітету Соріта-де-ла-Фронтера
- Посилання на Google Maps